# Ouratea racemiformis
Ouratea racemiformis är en tvåhjärtbladig växtart som beskrevs av Ernst Heinrich Georg Ule. Ouratea racemiformis ingår i släktet Ouratea och familjen Ochnaceae. Inga underarter finns listade i Catalogue of Life.